# Геополитический ребёнок, наблюдающий за рождением нового человека
«Геополитический ребёнок, наблюдающий за рождением нового человека» (исп. Niño "geopolítico" contemplando el nacimiento del hombre nuevo) — картина испанского художника Сальвадора Дали, написанная в 1943 году и выполненная маслом на холсте. Её создание пришлось на период его пребывания в США с 1940 по 1948 год. Ныне полотно хранится в Музее Сальвадора Дали (Сент-Питерсберг, штат Флорида).
Картина появилась на обложке альбома Newborn американской рок-группы James Gang.
Дали оставил ряд кратких и неясных заметок об этой работе: «парашют, паранаука, защита, купол, плацента, католицизм, яйцо, земное искажение, биологический эллипс. География меняет свою оболочку в процессе исторического прорастания».

## Сюжеты и символика
Яйцо — традиционный мотив в творчестве Дали. В его ранние периоды оно обычно символизировали надежду и любовь. Однако в картине «Геополитический ребёнок, наблюдающий за рождением нового человека» и другими более поздними работами, яйцо предстаёт в качестве христианского символа чистоты и совершенства. Дали использует вытекающий жёлтый «желток» этого яйца для изображения карты Земли.
Человек, выходящий из яйца, — это «новый человек», упомянутый в названии, а в правом нижнем углу находится «геополитический ребёнок», сидящий на корточках.
Новый человек выбирается из яйца там, где должна быть Северная Америка, прорываясь сквозь растущую мощь США, опираясь при этом рукой на Европу, помогая тем самым своему появлению на свет. Южная Америка и Африка увеличены по сравнению с Европой, что символизирует растущее значение так называемого «третьего мира».
Драпированная ткань выполняет роль плаценты.
Андрогинная фигура, за которую держится геополитический ребёнок, указывает рукой на нового человека как на «новый исторический период, который он будет представлять».